# Mickaël Malsa
Mickaël Malsa (París, 12 de octubre de 1995) es un futbolista francés que juega de centrocampista en las filas del Wydad Casablanca de la Liga de Fútbol de Marruecos.

## Trayectoria
El parisino ha vestido la camiseta con la selección absoluta de Martinica y se formó como futbolista en las categorías inferiores del F. C. Sochaux. En el conjunto francés logró un debut en la Ligue 1 cuando apenas superaba los 19 años y tras su periplo por la liga de plata francesa, Malsa entró a formar parte del futbol belga, enrolándose en las filas del Royal Antwerp F. C. Tras jugar en territorio belga una temporada retornó a Francia donde ha formado parte del U. S. Avranches. Más tarde firmó por el AO Platanias griego, donde jugó un total de 13 partidos en la liga helena.
En julio de 2018 llegó cedido al Albacete Balompié con opción a compra desde el conjunto neerlandés Fortuna Sittard. El 2 de septiembre de 2019, desvinculado del Albacete, que no ejerció la opción de compra, y del Fortuna, que le dio carta de libertad para ahorrarse costes, fichó en el último momento por el C. D. Mirandés. En este equipo destacó en su participación en la Copa del Rey.
Tras una temporada en el conjunto de Miranda de Ebro, el 22 de julio de 2020 se hizo oficial su fichaje por el Levante U. D. para las siguientes cuatro temporadas. En las dos primeras jugó 67 partidos. Esas fueron las únicas que estuvo en el equipo levantino, ya que el 12 de agosto de 2022 fue traspasado al Real Valladolid C. F. En el conjunto vallisoletano apenas jugó poco más de 150 minutos, por lo que en el mes de febrero fue cedido al Kasımpaşa S. K. turco. En la campaña 2023-24 regresó a Valladolid y disputó cuatro encuentros antes de rescindir su contrato el 27 de febrero.
El 29 de enero de 2025, tras casi un año sin equipo, fichó por el Wydad Casablanca.

## Estadísticas
Actualizado a 11 de junio de 2023.
| Club | Div.  | Temporada | Liga  | Liga  | Liga   | Copas nacionales(1) | Copas nacionales(1) | Copas nacionales(1) | Torneos internacionales(2) | Torneos internacionales(2) | Torneos internacionales(2) | Total | Total | Total  | Media goleadora(3) |
| Club | Div.  | Temporada | Part. | Goles | Asist. | Part.               | Goles               | Asist.              | Part.                      | Goles                      | Asist.                     | Part. | Goles | Asist. | Media goleadora(3) |
| --- | ----- | --------- | ----- | ----- | ------ | ------------------- | ------------------- | ------------------- | -------------------------- | -------------------------- | -------------------------- | ----- | ----- | ------ | ------------------ |
| F. C. Sochaux-Montbéliard Francia | 1.ª   | 2013-14   | 4     | 0     | 1      | 0                   | 0                   | 0                   | —                          | —                          | —                          | 4     | 0     | 1      | 0                  |
| F. C. Sochaux-Montbéliard Francia | 2.ª   | 2014-15   | 5     | 0     | 0      | 1                   | 0                   | 0                   | —                          | —                          | —                          | 6     | 0     | 0      | 0                  |
| F. C. Sochaux-Montbéliard Francia | Total | Total     | 9     | 0     | 1      | 1                   | 0                   | 0                   | —                          | —                          | —                          | 10    | 0     | 1      | 0                  |
| Royal Amberes F. C. · Bélgica | 2.ª   | 2015-16   | 20    | 2     | 0      | 1                   | 0                   | 0                   | —                          | —                          | —                          | 21    | 2     | 0      | 0,09               |
| Royal Amberes F. C. · Bélgica | 2.ª   | 2016-17   | 3     | 0     | 0      | 0                   | 0                   | 0                   | —                          | —                          | —                          | 3     | 0     | 0      | 0                  |
| Royal Amberes F. C. · Bélgica | Total | Total     | 23    | 2     | 0      | 1                   | 0                   | 0                   | —                          | —                          | —                          | 24    | 2     | 0      | 0,08               |
| U. S. Avranches Francia | 3.ª   | 2016-17   | 8     | 0     | 0      | 1                   | 0                   | 0                   | —                          | —                          | —                          | 9     | 0     | 0      | 0                  |
| U. S. Avranches Francia | Total | Total     | 8     | 0     | 0      | 1                   | 0                   | 0                   | —                          | —                          | —                          | 9     | 0     | 0      | 0                  |
| Fortuna Sittard · Países Bajos | 2.ª   | 2017-18   | 5     | 0     | 0      | 1                   | 1                   | 0                   | —                          | —                          | —                          | 6     | 1     | 0      | 0,16               |
| Fortuna Sittard · Países Bajos | Total | Total     | 5     | 0     | 0      | 1                   | 1                   | 0                   | —                          | —                          | —                          | 6     | 1     | 0      | 0,16               |
| A. O. Platanias · Grecia | 1.ª   | 2017-18   | 13    | 0     | 1      | 1                   | 0                   | 0                   | —                          | —                          | —                          | 14    | 0     | 1      | 0                  |
| A. O. Platanias · Grecia | Total | Total     | 13    | 0     | 1      | 1                   | 0                   | 0                   | —                          | —                          | —                          | 14    | 0     | 1      | 0                  |
| Albacete Balompié · España | 2.ª   | 2018-19   | 31    | 0     | 0      | 1                   | 0                   | 0                   | —                          | —                          | —                          | 32    | 0     | 0      | 0                  |
| Albacete Balompié · España | Total | Total     | 31    | 0     | 0      | 1                   | 0                   | 0                   | —                          | —                          | —                          | 32    | 0     | 0      | 0                  |
| C. D. Mirandés · España | 2.ª   | 2019-20   | 30    | 0     | 1      | 7                   | 0                   | 1                   | —                          | —                          | —                          | 37    | 0     | 2      | 0                  |
| C. D. Mirandés · España | Total | Total     | 30    | 0     | 1      | 7                   | 0                   | 1                   | —                          | —                          | —                          | 37    | 0     | 2      | 0                  |
| Levante U. D. · España | 1.ª   | 2020-21   | 35    | 1     | 0      | 5                   | 1                   | 0                   | —                          | —                          | —                          | 40    | 2     | 0      | 0,05               |
| Levante U. D. · España | 1.ª   | 2021-22   | 26    | 1     | 2      | 1                   | 1                   | 2                   | —                          | —                          | —                          | 27    | 2     | 4      | 0,07               |
| Levante U. D. · España | Total | Total     | 61    | 2     | 2      | 6                   | 2                   | 2                   | —                          | —                          | —                          | 67    | 4     | 4      | 0,059              |
| Real Valladolid C. F. · España | 1.ª   | 2022-23   | 5     | 0     | 0      | 1                   | 0                   | 0                   | —                          | —                          | —                          | 6     | 0     | 0      | 0                  |
| Real Valladolid C. F. · España | Total | Total     | 5     | 0     | 0      | 1                   | 0                   | 0                   | —                          | —                          | —                          | 6     | 0     | 0      | 0                  |
| Kasımpaşa S. K. Turquía | 1.ª   | 2022-23   | 10    | 1     | 0      | 0                   | 0                   | 0                   | —                          | —                          | —                          | 10    | 1     | 0      | 0,1                |
| Kasımpaşa S. K. Turquía | Total | Total     | 10    | 1     | 0      | 0                   | 0                   | 0                   | —                          | —                          | —                          | 10    | 1     | 0      | 0,1                |
| Total | Total | Total     | 195   | 5     | 5      | 20                  | 3                   | 3                   | 0                          | 0                          | 0                          | 215   | 8     | 8      | 0,037              |
| (1) Copas nacionales se refiere a la Copa de Francia, Copa de la Liga de Francia, Copa de Bélgica, Copa de los Países Bajos, Copa de Grecia, Copa del Rey y Copa de Turquía. (2) Torneos internacionales se refiere a la Liga Europa. (3) Media de goles por encuentro. No incluye goles en partidos amistosos. |       |           |       |       |        |                     |                     |                     |                            |                            |                            |       |       |        |                    |